# Felipe Drugovich
Felipe Drugovich Roncato (Maringá, Paraná; 23 de mayo de 2000) es un piloto de automovilismo brasileño de origen italiano y austriaco. Fue ganador de los campeonatos de Eurofórmula Open y F3 Española en 2018. Desde 2020 compitió en la Fórmula 2, y se coronó como campeón de la categoría en 2022.
En septiembre de 2022, se unió al equipo Aston Martin en Fórmula 1 como piloto de reserva y desarrollo. Debutó en la categoría en los entrenamientos libres del Gran Premio de Abu Dabi de 2022.

## Carrera

### Inicios
Drugovich compitió en numerosos campeonatos de karting en Brasil y Europa, obteniendo importantes victorias en los diferentes torneos.
Hizo su debut en carreras de monoplazas en 2016, se unió a Neuhauser Racing en ADAC Fórmula 4. Allí alcanzó un podio y terminó cuarto en el Campeonato de Novatos y duodécimo en la general. La siguiente temporada, pasó a Van Amersfoort Racing, y también hizo su debut en Fórmula 4 Italiana con el equipo neerlandés.
También compitió en MRF Challenge, obteniendo su primera victoria en la segunda carrera de la segunda ronda y terminando cuarto en el campeonato.

### Eurofórmula Open y Pro Mazda Championship
Felipe hizo su debut en la ronda final de la temporada 2017 de Eurofórmula Open como piloto invitado de RP Motorsport, logrando una pole position y la victoria en las dos carreras. Al año siguiente, el brasileño se reunió con el equipo para disputar el campeonato completo. Procedió a dominar el campeonato, obteniendo un récord de catorce victorias, reclamando el título en Monza con dos rondas de sobra.
En 2018, el brasileño compitió en Pro Mazda Championship para el equipo RP Motorsport, reemplazando al lesionado Harrison Scott en las rondas de Mid-Ohio.

### Campeonato de Fórmula 3 de la FIA
En 2018, Felipe Drugovich participó de los test de postemporada de GP3 Series (antecesora de la FIA F3) en Yas Marina con ART Grand Prix.
En febrero de 2019, Carlin confirmó a Drugovich como su nuevo piloto para competir en la temporada inaugural de Fórmula 3. Estuvo en la zona de puntos en una sola ocasión, en la carrera 1 de la ronda de Budapest con un sexto puesto. Finalmente acabó en la decimosexta posición en el campeonato con ocho puntos.

### Campeonato de Fórmula 2 de la FIA
En 2020, Felipe fue confirmado para competir en el Campeonato de Fórmula 2 de la FIA con la escudería MP Motorsport. Ganó por primera vez en su segunda carrera en la categoría, en Austria. Logró su primera pole position en la ronda 1 de Silverstone, y volvió a ganar en la carrera corta de Barcelona. En la segunda mitad de la temporada, tras varias carreras discretas, Drugovich ganó la carrera principal de Sakhir 1. Con un podio en la ronda final, el piloto brasileño finalizó noveno en el campeonato Su compañero durante mayor parte de la temporada fue Nobuharu Matsushita, quien ganó en una ocasión.
Para 2021, fichó por UNI-Virtuosi Racing.
En 2022 obtuvo el título de esta temporada.

### Fórmula 1
En 2022, tras lograr el título de Fórmula 2, Drugovich ingresó a la academia de pilotos de Aston Martin Aramco Cognizant Formula One Team como piloto de desarrollo. En noviembre, fue confirmada su participación en las pruebas para jóvenes pilotos en el circuito Yas Marina después de la finalización temporada 2022 de Fórmula 1. Ese mismo mes tuvo su primera experiencia en un monoplaza de F1, manejando el Aston Martin AMR21 de 2021 en unas pruebas privadas en el circuito de Silverstone.
Estuvo presente en la primera sesión de entrenamientos libres del Gran Premio de Abu Dabi en reemplazo de Lance Stroll en el Aston Martin AMR22.
En 2023 ocupará el rol de piloto reserva en la escudería británica, y a su vez podrá ocupar el mismo rol en McLaren. El 21 de febrero, fue confirmado que Drugovich reemplazará a Lance Stroll en los entrenamientos de pretemporada luego de que el canadiense sufriera un accidente mientras entrenaba en bicicleta. En Italia manejó el Aston Martin AMR23 de Stroll en los primeros entrenamientos libres. Volvió a manejar el monoplaza en Abu Dabi, logrando el segundo mejor tiempo de la sesión libre detrás de George Russell. Para la temporada siguiente seguirá como piloto reserva en Aston Martin.

### European Le Mans Series
En marzo de 2024 fue anunciada su incorporación al equipo Vector Sport para disputar la clase LMP2 de European Le Mans Series.

## Vida personal
Drugovich nació en Maringá. Tiene ascendencia italiana y austriaca, además de poseer doble ciudadanía, brasileña e italiana.
Sus tíos maternos Sérgio Drugovich y Oswaldo Drugovich Jr. también se dedicaron al automovilismo profesional.

## Resumen de carrera
| Temporada | Categoría                                 | Equipo                                         | Carreras          | Victorias         | Poles             | VR                | Podios            | Puntos            | Pos.              |
| --------- | ----------------------------------------- | ---------------------------------------------- | ----------------- | ----------------- | ----------------- | ----------------- | ----------------- | ----------------- | ----------------- |
| 2016      | ADAC Fórmula 4                            | Neuhauser Racing                               | 24                | 0                 | 0                 | 0                 | 1                 | 79.5              | 12.º              |
| 2016-17   | MRF Challenge Fórmula 2000                | MRF Racing                                     | 16                | 1                 | 0                 | 0                 | 4                 | 167               | 4.º               |
| 2017      | ADAC Fórmula 4                            | Van Amersfoort Racing                          | 21                | 7                 | 3                 | 6                 | 9                 | 236.5             | 3.º               |
| 2017      | Campeonato de Italia de Fórmula 4         | Van Amersfoort Racing                          | 6                 | 1                 | 1                 | 1                 | 2                 | 0                 | NC†               |
| 2017      | Campeonato Europeo de Fórmula 3 de la FIA | Van Amersfoort Racing                          | 3                 | 0                 | 0                 | 0                 | 0                 | 0                 | NC†               |
| 2017      | Eurofórmula Open                          | RP Motorsport                                  | 2                 | 1                 | 1                 | 0                 | 1                 | 0                 | NC†               |
| 2017-18   | MRF Challenge Fórmula 2000                | MRF Racing                                     | 16                | 10                | 2                 | 5                 | 13                | 337               | 1.º               |
| 2018      | Eurofórmula Open                          | RP Motorsport                                  | 16                | 14                | 10                | 10                | 16                | 405               | 1.º               |
| 2018      | Campeonato de España de F3                | RP Motorsport                                  | 6                 | 5                 | 3                 | 4                 | 6                 | 157               | 1.º               |
| 2018      | Pro Mazda Championship                    | RP Motorsport                                  | 2                 | 0                 | 0                 | 0                 | 0                 | 31                | 20.º              |
| 2019      | Campeonato de Fórmula 3 de la FIA         | Carlin Buzz Racing                             | 16                | 0                 | 0                 | 0                 | 0                 | 8                 | 16.º              |
| 2019      | Gran Premio de Macao                      | Carlin Buzz Racing                             | 1                 | 0                 | 0                 | 0                 | 0                 | N/A               | 24.º              |
| 2020      | Campeonato de Fórmula 2 de la FIA         | MP Motorsport                                  | 24                | 3                 | 1                 | 1                 | 4                 | 121               | 9.º               |
| 2021      | Campeonato de Fórmula 2 de la FIA         | UNI-Virtuosi Racing                            | 21                | 0                 | 0                 | 0                 | 4                 | 105               | 8.º               |
| 2022      | Stock Car Pro Series                      | Ipiranga Racing                                | 1                 | 0                 | 0                 | 0                 | 0                 | 0                 | NC†               |
| 2022      | Campeonato de Fórmula 2 de la FIA         | MP Motorsport                                  | 28                | 5                 | 4                 | 4                 | 11                | 265               | 1.º               |
| 2022      | Fórmula 1                                 | Aston Martin Aramco Cognizant Formula One Team | Piloto de pruebas | Piloto de pruebas | Piloto de pruebas | Piloto de pruebas | Piloto de pruebas | Piloto de pruebas | Piloto de pruebas |
| 2023      | Fórmula 1                                 | Aston Martin Aramco Cognizant Formula One Team | Piloto de pruebas | Piloto de pruebas | Piloto de pruebas | Piloto de pruebas | Piloto de pruebas | Piloto de pruebas | Piloto de pruebas |
| 2024      | European Le Mans Series - LMP2            | Vector Sport                                   | 5                 | 0                 | 0                 | 0                 | 1                 | 21                | 15.º              |
| 2024      | 24 Horas de Le Mans - Hypercar            | Whelen Cadillac Racing                         | 1                 | 0                 | 0                 | 0                 | 0                 | N/A               | 15.º              |
| 2024      | Fórmula 1                                 | Aston Martin Aramco Formula One Team           | Piloto de pruebas | Piloto de pruebas | Piloto de pruebas | Piloto de pruebas | Piloto de pruebas | Piloto de pruebas | Piloto de pruebas |
| 2024-25   | Fórmula E                                 | Mahindra Racing                                | Disputándose      | Disputándose      | Disputándose      | Disputándose      | Disputándose      | Disputándose      | Disputándose      |
| 2025      | IMSA SportsCar Championship - GTP         | Cadillac Whelen                                | Disputándose      | Disputándose      | Disputándose      | Disputándose      | Disputándose      | Disputándose      | Disputándose      |
| 2025      | Fórmula 1                                 | Aston Martin Aramco Formula One Team           | Piloto de pruebas | Piloto de pruebas | Piloto de pruebas | Piloto de pruebas | Piloto de pruebas | Piloto de pruebas | Piloto de pruebas |
| 2025      | 24 Horas de Le Mans - Hypercar            | Cadillac Racing                                | 1                 | 0                 | 0                 | 0                 | 0                 | N/A               | DNF               |
| Fuente:   |                                           |                                                |                   |                   |                   |                   |                   |                   |                   |

- † Drugovich fue piloto invitado, por lo tanto no fue apto para sumar puntos.

## Resultados

### Campeonato Europeo de Fórmula 3 de la FIA
(Clave) (negrita indica pole position) (cursiva indica vuelta rápida)

| Año     | Escudería             | 1     | 2     | 3     | 4     | 5     | 6     | 7     | 8     | 9     | 10    | 11    | 12    | 13    | 14    | 15    | 16    | 17    | 18    | 19    | 20    | 21    | 22    | 23    | 24    | 25    | 26    | 27    | 28       | 29       | 30       | Pos. | Puntos |
| ------- | --------------------- | ----- | ----- | ----- | ----- | ----- | ----- | ----- | ----- | ----- | ----- | ----- | ----- | ----- | ----- | ----- | ----- | ----- | ----- | ----- | ----- | ----- | ----- | ----- | ----- | ----- | ----- | ----- | -------- | -------- | -------- | ---- | ------ |
| 2017    | Van Amersfoort Racing | SIL 1 | SIL 2 | SIL 3 | MNZ 1 | MNZ 2 | MNZ 3 | PAU 1 | PAU 2 | PAU 3 | HUN 1 | HUN 2 | HUN 3 | NOR 1 | NOR 2 | NOR 3 | SPA 1 | SPA 2 | SPA 3 | ZAN 1 | ZAN 2 | ZAN 3 | NÜR 1 | NÜR 2 | NÜR 3 | RBR 1 | RBR 2 | RBR 3 | HOC 1 16 | HOC 2 16 | HOC 3 16 | NC†  | 0†     |
| Fuente: |                       |       |       |       |       |       |       |       |       |       |       |       |       |       |       |       |       |       |       |       |       |       |       |       |       |       |       |       |          |          |          |      |        |

- † Como piloto invitado, no fue apto para puntuar.

### Pro Mazda Championship
(Clave) (negrita indica pole position) (cursiva indica vuelta rápida)

| Año     | Escudería     | 1   | 2   | 3   | 4   | 5   | 6   | 7   | 8   | 9   | 10  | 11  | 12    | 13    | 14  | 15  | 16  | Pos. | Puntos |
| ------- | ------------- | --- | --- | --- | --- | --- | --- | --- | --- | --- | --- | --- | ----- | ----- | --- | --- | --- | ---- | ------ |
| 2018    | RP Motorsport | STP | STP | BAR | BAR | IMS | IMS | LOR | RDA | RDA | TOR | TOR | MOH 7 | MOH 5 | GMP | POR | POR | 20.º | 31     |
| Fuente: |               |     |     |     |     |     |     |     |     |     |     |     |       |       |     |     |     |      |        |

### Campeonato de Fórmula 3 de la FIA
(Clave) (negrita indica pole position) (cursiva indica vuelta rápida puntuable)
| Año  | Escudería          | 1   | 1   | 2   | 2   | 3   | 3   | 4   | 4   | 5   | 5   | 6   | 6   | 7   | 7   | 8   | 8   | Pos. | Puntos | Ref.   |
| ---- | ------------------ | --- | --- | --- | --- | --- | --- | --- | --- | --- | --- | --- | --- | --- | --- | --- | --- | ---- | ------ | ------ |
| 2019 | Carlin Buzz Racing | BAR | BAR | LEC | LEC | SPI | SPI | SIL | SIL | BUD | BUD | SPA | SPA | MNZ | MNZ | SOC | SOC | 16.º | 8      | [ 12 ] |
| 2019 | Carlin Buzz Racing | 11  | 10  | 19  | 10  | 12  | 14  | 13  | 10  | 6   | Ret | 18  | 9   | 16  | 12  | 25  | 16  | 16.º | 8      | [ 12 ] |

### Campeonato de Fórmula 2 de la FIA
(Clave) (negrita indica pole position) (cursiva indica vuelta rápida puntuable)

| Año  | Escudería     | 1    | 1    | 2    | 2    | 3   | 3   | 4    | 4    | 5    | 5    | 6   | 6   | 7   | 7   | 8   | 8   | 9   | 9   | 10  | 10  | 11   | 11   | 12   | 12   | Pos. | Puntos | Ref.   |
| ---- | ------------- | ---- | ---- | ---- | ---- | --- | --- | ---- | ---- | ---- | ---- | --- | --- | --- | --- | --- | --- | --- | --- | --- | --- | ---- | ---- | ---- | ---- | ---- | ------ | ------ |
| 2020 | MP Motorsport | SPI1 | SPI1 | SPI2 | SPI2 | BUD | BUD | SIL1 | SIL1 | SIL2 | SIL2 | BAR | BAR | SPA | SPA | MNZ | MNZ | MUG | MUG | SOC | SOC | SAK1 | SAK1 | SAK2 | SAK2 | 9.º  | 121    | [ 17 ] |
| 2020 | MP Motorsport | 8    | 1    | 13   | 13   | 5   | 16  | 7    | 6    | 10   | 12   | 7   | 1   | DSQ | 13  | 16  | Ret | 4   | 15  | Ret | 20  | 1    | 8    | 3    | 8    | 9.º  | 121    | [ 17 ] |

| Año  | Escudería           | 1   | 1   | 1   | 2   | 2   | 2   | 3   | 3   | 3   | 4   | 4   | 4   | 5   | 5   | 5   | 6   | 6   | 6   | 7   | 7   | 7   | 8   | 8   | 8   | Pos. | Puntos | Ref.   |
| ---- | ------------------- | --- | --- | --- | --- | --- | --- | --- | --- | --- | --- | --- | --- | --- | --- | --- | --- | --- | --- | --- | --- | --- | --- | --- | --- | ---- | ------ | ------ |
| 2021 | UNI-Virtuosi Racing | SAK | SAK | SAK | MON | MON | MON | BAK | BAK | BAK | SIL | SIL | SIL | MNZ | MNZ | MNZ | SOC | SOC | SOC | YED | YED | YED | YMC | YMC | YMC | 8.º  | 105    | [ 44 ] |
| 2021 | UNI-Virtuosi Racing | 16  | 14  | 9   | 2   | 14  | 3   | 14  | 10  | 4   | 4   | 7   | 6   | Ret | 17  | 12  | DNS | C   | DNS | 4   | 10  | 5   | 2   | 5   | 3   | 8.º  | 105    | [ 44 ] |

| Año  | Escudería     | 1   | 1   | 2   | 2   | 3   | 3   | 4   | 4   | 5   | 5   | 6   | 6   | 7   | 7   | 8   | 8   | 9   | 9   | 10  | 10  | 11  | 11  | 12  | 12  | 13  | 13  | 14  | 14  | Pos. | Puntos | Ref.   |
| ---- | ------------- | --- | --- | --- | --- | --- | --- | --- | --- | --- | --- | --- | --- | --- | --- | --- | --- | --- | --- | --- | --- | --- | --- | --- | --- | --- | --- | --- | --- | ---- | ------ | ------ |
| 2022 | MP Motorsport | SAK | SAK | YED | YED | IMO | IMO | BAR | BAR | MON | MON | BAK | BAK | SIL | SIL | SPI | SPI | LEC | LEC | BUD | BUD | SPA | SPA | ZAN | ZAN | MNZ | MNZ | YMC | YMC | 1.º  | 265    | [ 45 ] |
| 2022 | MP Motorsport | 5   | 6   | 3   | 1   | 5   | 10  | 1   | 1   | Ret | 1   | 5   | 3   | 5   | 4   | 4   | 11  | 3   | 4   | 4   | 9   | 4   | 2   | 10  | 1   | Ret | 6   | 3   | 2   | 1.º  | 265    | [ 45 ] |

### Fórmula 1
(Clave) (negrita indica pole position) (cursiva indica vuelta rápida)

| Año     | Escudería                                      | 1   | 2   | 3   | 4      | 5   | 6   | 7   | 8   | 9   | 10  | 11  | 12  | 13  | 14     | 15  | 16  | 17  | 18  | 19  | 20     | 21  | 22     | 23  | 24     | Pos. | Puntos |
| ------- | ---------------------------------------------- | --- | --- | --- | ------ | --- | --- | --- | --- | --- | --- | --- | --- | --- | ------ | --- | --- | --- | --- | --- | ------ | --- | ------ | --- | ------ | ---- | ------ |
| 2022    | Aston Martin Aramco Cognizant Formula One Team | BHR | ARA | AUS | EMI    | MIA | ESP | MON | AZE | CAN | GBR | AUT | FRA | HUN | BEL    | NED | ITA | SIN | JPN | USA | MEX    | SÃO | ABU TD |     |        |      |        |
| 2023    | Aston Martin Aramco Cognizant Formula One Team | BHR | ARA | AUS | AZE    | MIA | MON | ESP | CAN | AUT | GBR | HUN | BEL | NED | ITA TD | SIN | JPN | QAT | USA | MEX | SÃO    | LVG | ABU TD |     |        |      |        |
| 2024    | Aston Martin Aramco Formula One Team           | BHR | ARA | AUS | JPN    | CHN | MIA | EMI | MON | CAN | ESP | AUT | GBR | HUN | BEL    | NED | ITA | AZE | SIN | USA | MEX TD | SÃO | LVG    | QAT | ABU TD |      |        |
| 2025    | Aston Martin Aramco Formula One Team           | AUS | CHN | JPN | BHR TD | ARA | MIA | EMI | MON | ESP | CAN | AUT | GBR | BEL | HUN TD | NED | ITA | AZE | SIN | USA | MEX    | SÃO | LVG    | QAT | ABU    |      |        |
| Fuente: |                                                |     |     |     |        |     |     |     |     |     |     |     |     |     |        |     |     |     |     |     |        |     |        |     |        |      |        |

### European Le Mans Series
(Clave) (negrita indica pole position) (cursiva indica vuelta rápida)

| Año  | Escudería    | Clase | Automóvil       | 1   | 2   | 3   | 4   | 5   | 6   | Pos. | Puntos | Ref.  |
| ---- | ------------ | ----- | --------------- | --- | --- | --- | --- | --- | --- | ---- | ------ | ----- |
| 2024 | Vector Sport | LMP2  | Oreca 07-Gibson | BAR | LEC | IMO | SPA | MUG | POR | 15.º | 21     | [ 2 ] |
| 2024 | Vector Sport | LMP2  | Oreca 07-Gibson | 10  | 10  | 3   | 8   |     | Ret | 15.º | 21     | [ 2 ] |

### 24 Horas de Le Mans
| Año  | Equipo                 | Copilotos                  | Automóvil           | Clase    | Vueltas | Pos. | Pos. Clase |
| ---- | ---------------------- | -------------------------- | ------------------- | -------- | ------- | ---- | ---------- |
| 2024 | Whelen Cadillac Racing | Jack Aitken Pipo Derani    | Cadillac V-Series.R | Hypercar | 280     | 29.º | 15.º       |
| 2025 | Cadillac Whelen        | Jack Aitken Frederik Vesti | Cadillac V-Series.R | Hypercar | 247     | DNF  | DNF        |

### Fórmula E
(Clave) (negrita indica pole position) (cursiva indica vuelta rápida)

| Año     | Escudería       | 1   | 2   | 3   | 4   | 5   | 6   | 7   | 8   | 9   | 10  | 11  | 12  | 13     | 14    | 15  | 16  | Pos. | Puntos |
| ------- | --------------- | --- | --- | --- | --- | --- | --- | --- | --- | --- | --- | --- | --- | ------ | ----- | --- | --- | ---- | ------ |
| 2024-25 | Mahindra Racing | SÃO | MEX | YED | YED | MIA | MON | MON | TOK | TOK | SHA | SHA | YAK | BER 17 | BER 7 | LON | LON | 21.º | 6      |
| Fuente: |                 |     |     |     |     |     |     |     |     |     |     |     |     |        |       |     |     |      |        |